# John Richardson
John Richardson (1946) é um especialista em efeitos visuais britânico. Venceu o Oscar de melhores efeitos visuais na edição de 1987 por Aliens, ao lado de Robert Skotak, Stan Winston e Suzanne Benson.